# Louise Franklin
Louise Franklin, apodada Beau y Bo, fue una bailarina y actriz estadounidense durante las décadas de 1930 a 1950. Desde pequeña, estuvo interesada en diversas formas de danza y también practicó como actriz antes de protagonizar papeles de vodevil con Bryon Ellis como el dúo «Bryon and Beau». Posteriormente, sus papeles cinematográficos la vieron principalmente bailar en varias producciones tanto en los medios como en el escenario y ocasionalmente interpretó a un interés amoroso bien vestido y bien hablado del protagonista masculino, como cuando fue elegido junto a Eddie «Rochester» Anderson.

## Carrera
Nacido en Kansas City, Misuri, de madre Viola Franklin, Franklin estuvo involucrada en múltiples áreas de la danza cuando era niña, incluido el ballet y el claqué, además de tomar clases de actuación.
Su carrera de vodevil la vio como compañera de Bryon Ellis bajo el nombre de «Bryon and Beau» después de haber sido miembro del grupo coral Cotton Club Cuties. Su papel teatral de 1935 en School Days junto a Dickie Walker hizo que el California Eagle se refiriera a la actuación de la pareja como similar a Aurora Greely y Leroy Broomfield. Ese mismo año firmó con la compañía de teatro de Kansas City de Maceo Burch y el California Eagle dijo que «posiblemente sería llamada la líder del grupo» debido a su talento como animadora. Después de que la compañía realizó una gira por California, ella se quedó y interpretó varios papeles cinematográficos y teatrales en los años siguientes. Harry Levette, del California Eagle, dijo que era «la bailarina más bonita, inteligente y afable de Hollywood». En 1943, durante la Segunda Guerra Mundial, supuestamente se unió al Cuerpo Auxiliar de Mujeres del Ejército, aunque su marido lo negó.
Después de que Dorothy Dandridge resultara herida en un accidente automovilístico, Franklin tuvo que reemplazar su papel principal de bailarina en la película de 1945 Pillar to Post en escenas musicales extendidas para ocultar los cortes entre las dos actrices. Su papel de reparto como la novia de Rochester en Brewster's Millions después de sus anteriores papeles actorales de alto perfil hizo que el director la elogiara como un «verdadero hallazgo». Como beneficio adicional por su calidad interpretativa en la película Crime Incorporated de 1945, el director le regaló una caja de cigarrillos entonces caros de la marca favorita de Franklin después de completar su escena final.
Continuó sus giras con Bryon Ellis bajo el nombre «Bryon and Beau» en 1948, realizando una gira teatral por el este de los Estados Unidos a finales de agosto de ese año. Fue elegida como Louise Ritchie en la película Look-Out Sister 1949 junto a Louis Jordan y el Alabama Tribune la destacó como «una de las mejores bailarinas de la pantalla». Lloyd Binford, censor cinematográfico de Memphis, Tennessee, prohibió las películas que mostraban a Franklin y Eddie «Rochester» Anderson de la ciudad porque no le gustaba que los afroamericanos fueran retratados como «novios inteligentes y bien vestidos» en las películas. Compitió en el concurso Miss Brew 102 de 1954 y, aunque no salió victoriosa, recibió atención y más oportunidades de actuación televisiva después.

## Filmografía
- Bright Road (1953) - Profesora en reunión (sin acreditar)[16]
- Skirts Ahoy! (1952) - Miembro del equipo Black Drill (sin acreditar)[17]
- Look-Out Sister (1949) - Louise Ritchie[13]
- Choo Choo Train (1948)[18]
- Ziegfeld Follies (1945)[18]
- Ghost of the Vampire (1945) - Caba[18]
- Strange Illusion (1945)[18]
- Crime, Inc. (1945)[18]
- The Negro Sailor (1945)[19]
- Pillar to Post (1945)[20] - Bailarina de la banda de Louis Armstrong[10]
- Brewster's Millions (1945) - Novia de Rochester[21]
- Carolina Blues (1944) - Bailarina (sin acreditar)[18]
- Hollywood Canteen (1944)[18]
- Atlantic City (1944) - Belleza bañista (sin acreditar)[18]
- Thank Your Lucky Stars (1943) - Bailarina en 'Ice Cold Katy' (sin acreditar)[22]
- Stormy Weather (1943) - Bailarina (sin acreditar)[23]
- Hers to Hold (1943) - Trabajadora de la planta de defensa (sin acreditar)[24]
- Cabin in the Sky (1943) - Bailarina (sin acreditar)[23]
- Crazy House (1943)[18]
- Pardon My Sarong (1942)[25]
- Take My Life (1942) - Enfermera[26]
- Road to Morocco (1942)[27]
- Star Spangled Rhythm (1942) - Bailarina en 'Sharp as a Tack' (sin acreditar)[28]
- Road to Zanzibar (1941)[29]
- Lady Luck (1940) - Segunda camarera[30]
- Four Shall Die (1940) - Enfermera[23]
- One Dark Night (1939) - Enfermera[23]
- The Duke Is Tops (1938) - Corista bailarina (sin acreditar)[23]

## Teatro
- Sweet and Hot (1958)[31]
- Two in a Bed (1946)[32]
- Harlem to Hollywood (1943)[33]
- Jump for Joy (1941)[34]
- School Days (1935)[6][35]

## Vida personal
Franklin estaba casada con el cantante y baterista de jazz Lee Young, y tuvieron un hijo juntos.